# Miss Progress Brazil
Miss Progress Brazil, é um concurso de beleza e ação social do Brasil, realizado pela Organização Beleza Nacional (OBN), com sede em Curitiba, Paraná, autorizada no Brasil pela Associazione Culturale in Progress, da Itália, para realizar a versão brasileira do Miss Progress Internacional. O objetivo principal é que as jovens participantes defendam um projeto sócio-humanitário na área de Direitos Humanos, Meio Ambiente ou Saúde, que seja um diferencial em seus países de origem ou em nível mundial. A competição não tem tradutores, de modo a incentivar suas candidatas a serem fluentes em uma das três línguas oficiais da disputa: italiano, espanhol ou inglês, a qual deve ser utilizada, inclusive, durante a defesa de seu projeto.

## História
O concurso Miss Progress International surgiu em 2010 - ano em que o Brasil não participou da disputa - e apresenta suas candidatas como Embaixadoras do Progresso, engajadas em tornar o mundo um lugar melhor para se viver. 
Desde 2014, a OBN tem indicado representantes brasileiras para participarem da disputa, que acontece anualmente na região de Puglia, na Itália. O concurso internacional tem duração média de oito dias e inclui visitas das Embaixadoras do Progresso às principais cidades da região, tais como Santa Maria di Leuca, Castrignano del Capo, Taranto, Ostuni, Alberobello, Gallipoli e Lecce.
A edição 2014 teve participação da paranaense Jorreni Marcon, que na ocasião contava com 24 anos de idade, como representante do Brasil e aconteceu de 9 a 17 de maio no Messapia Hotel & Resort, em Santa Maria di Leuca. Natural de Castro, na região dos Campos Gerais, coube a ela defender projeto na área de saúde, por sorteio, em inglês. Jorreni Marcon, graduada em Psicologia, apresentou seu projeto sobre o atendimento de crianças e jovens em situação de risco com aulas de artes, música e teatro e acompanhamento psicopedagógico, sendo coroada com o título internacional de Miss Progress Salute 2014. O projeto da brasileira, contudo, já tinha saído do papel antes mesmo de sua coroação, em sua terra natal, onde ela prestava serviço voluntário em uma instituição que atende menores de idade.
Jorreni usou traje típico batizado de “A Beleza do Paraná e do País do Futebol”. Com assinatura do estilista Edson Eddel, radicado em Curitiba, o traje apresentou referências ao ano da Copa do Mundo no Brasil e foi confeccionado em tecido nobre nas cores azul, verde e amarelo, tingido artesanalmente e bordado inteiramente a mão. Com uma ampla saia e cintura marcada, relembrou as sinhazinhas que ficavam nos antigos casarões a espera dos Tropeiros, que faziam a rota de Viamão-RS até Sorocaba-SP no século XVIII. Ainda marcando a presença do Paraná na vida da Miss, aplicações estilizadas da araucária, árvore símbolo paranaense, bordadas com miçangas e pedrarias, deram o toque final ao traje.
A boliviana Arantza Barba foi a grande vencedora do concurso Miss Progress International 2014. Naquele ano, Esterina Rumè, da Itália, foi eleita Miss Progress Integrazione Culturale e Marie Darline Exume, do Haiti, Miss Progress Direitti Humani. Kristina Vélez, de Porto Rico, recebeu o título de “Best National Costume” – melhor traje típico e a sueca Dorotha Bartlewska foi eleita, pelo público em votação eletrônica, a Miss Progress Internet.
Em 2015, a OBN indicou outra paranaense para representar o Brasil: Daiane Rosa, modelo de trajetória consagrada, natural de Rio Negro. Com 26 anos, 1,78 m de altura e fluente em italiano, Daiane defendeu projeto na área de Direitos Humanos, pela implementação integral da Lei Maria da Penha em terras brasileiras, inclusive com a criação das Casas Abrigo e Centros de Atendimento previstos no texto.
O concurso internacional aconteceu de 8 a 17 de maio, novamente no Messapia Hotel & Resort, em Santa Maria di Leuca.
A grande vencedora foi a paraguaia Liz Arévalos, 21 anos, que apresentou projeto na área de Saúde, a respeito do combate à violência sexual de jovens e mulheres. Com o resultado, o concurso, em sua terceira edição, consagrou-se pelo diferencial de sempre eleger a Miss com melhor projeto e maior engajamento.
Daiane foi eleita pelo público Miss Progress Internet 2015, em votação on-line. A brasileira também ficou entre as TOP 3 para o título de Miss Integração Cultural e TOP 3 entre os melhores projetos em Direitos Humanos (Miss Progress Direitos Humanos).
Susanna Shkrabak, dos Estados Unidos, recebeu o título de Miss Direitos Humanos, Kelly van den Dungen da Holanda recebeu o título de Miss Meio Ambiente, Laila Khan Niazi do Paquistão recebeu a premiação pelo Melhor Traje Típico e Neidy Robles, do México, foi a vencedora do título Miss Integração Cultural.
Em 2016, o concurso Miss Progress International está previsto para acontecer de 23 de setembro a 2 de outubro. Novamente, a OBN será a responsável em apresentar uma jovem que possa bem representar o Brasil. A empresa tem direção do empresário George Sada, que atua no ramo de concursos de beleza desde 1983.